# Нативита-ди-Ностро-Синьоре-Джезу-Кристо-а-Виа-Галлия (титулярная церковь)
Нативита-ди-Ностро-Синьоре-Джезу-Кристо-а-Виа-Галлия (лат. Titulum Nativitatis Domini Nostri Iesu Christi in via Gallia) — титулярная церковь была создана Папой Павлом VI в 1969 году. Титул принадлежит церкви Нативита-ди-Ностро-Синьоре-Джезу-Кристо-а-Виа-Галлия, расположенной во квартале Рима Аппио-Латино, на виа Галлия.

## Список кардиналов-священников титулярной церкви Нативита-ди-Ностро-Синьоре-Джезу-Кристо-а-Виа-Галлия
- Поль Гуйон — (28 апреля 1969 — 26 сентября 2000, до смерти);
- Аудрис Юозас Бачкис — (21 февраля 2001 — по настоящее время).